# Hrachor hlíznatý
Hrachor hlíznatý (Lathyrus tuberosus) je plevelná, popínavá rostlina českých polí kvetoucí fialovými až růžovými květy, vytrvalý druh rodu hrachor.

## Rozšíření
Vyrůstá, vyjma jihu Pyrenejského poloostrova, v celé Evropě, jihozápadní a střední Asii a také v severní Africe. V České republice roste v teplých nížinatých oblastech poměrně hojně, v chladnějších pahorkatinách roztroušeně. Jsou však oblasti, např. Jižní Čechy, kde se objevuje jen vzácně a ve vyšších polohách nad 750 m n. m. většinou zcela chybí.
Dává přednost slunným a sušších stanovištím, roste především kolem polí, na mezích, podél cest, náspů, na rumištích, v příkopech i v neudržovaných trávnicích, nejčastěji v teplých oblastech. Dobře prospívá v těžších slínitých nebo jílovitých půdách, na vápnitých hlínách a spraších. Velmi vzácný je na půdách lehkých, štěrkovitých nebo písčitých. Toleruje i mírně zasolení. Snáší sucho a svými hluboko sahajícími kořeny čerpá potřebnou vláhu. Potřebuje hodně světla, které získává tím, že ovíjí své lodyhy okolo rostoucích rostlin a dostává se tak do horního rostlinného patra.

## Popis
Vytrvalá, sivozelená bylina s dlouhými tenkými kořeny na kterých narůstají kulovité až vejčité hlízky veliké 1 až 2 cm. Poléhavá nebo popínavá, asi 2 mm silná lodyha je lysá, na průřezu čtyřhranná, bývá obvykle větvená a dlouhá 20 až 100 cm. Střídavě vyrůstající listy s úzkými čárkovitými palisty jsou sudozpeřené, mají jen jediný pár eliptických až obvejčitých lístků s asi 15 mm dlouhými řapíčky a na konci rozvětvený úponek kterým se přidržuje okolních rostlin.
Silně vonné, oboupohlavné, nící květy 12 až 16 mm dlouhé jsou uspořádány do květenství hroznů které bývají tvořeny ze 3 až 6 květů. stopky řídkého květenství dlouhé až 6 cm vyrůstají z úžlabí listenů. Zvonkovitý kalich s oddálenými trojbokými lístky, dlouhý asi 4 mm je zelený. Motýlovitá koruna, zpravidla dlouhá okolo 15 mm, je karmínově červená s okrouhlou tmavě fialovou nebo bělavou pavézou a se silně zakřiveným červenavým člunkem, křídla jsou v horní části fialová.
Rostlina kvete od června do srpna, jednotlivě i v září. Plodem je světle hnědý, nepukavý, podlouhlý, často srpovitě zahnutý lusk který bývá dlouhý 2 až 3 cm a široký 0,5 cm, v místě semen je silně nafouklý. Obsahuje 3 až 6 stlačeně kulovitých lesklých, hladkých, nebo slabě drsných semen olivově zelených nebo černo hnědých o délce asi 5 mm.

## Rozmnožování
Rozmnožuje se semeny, podzemními výběžky a kořenovými hlízkami. Rozšiřování semeny, přestože na rostlině jich dozrává i přes sto, není příliš časté. Semena klíčí nepravidelně, ale uchovávají si klíčivost po dlouhou dobu, jejich promrznutí ji zvyšuje. Lokálně se rostliny mnohem častěji šíří oddenky a kořenovým hlízkami.
Po vyklíčení semene z obou podzemních děloh a z paždí spodních listenů vyrůstají tenké, až 60 cm dlouhé kořenové výhonky dále se větvící. V místech rozvětvení se tvoří typické kulovité nebo podlouhlé tvrdé hlízky, které jsou na povrchu tmavohnědé a uvnitř bílé, obsahují množství zásobních látek (škrob, cukr, tuk bílkoviny). S mateřskou rostlinou jsou spojeny a dorůstají 3 až 4 roky, teprve potom se oddělí a vyroste z nich lodyha nové rostliny, která tvoří nové kořeny a hlízky. Toto rozšiřování bývá urychlováno orbou, kdy jsou hlízky odtrhávány, vynášeny z podorniční vrstvy k povrchu a roznášeny po poli.

## Význam
Hrachor hlíznatý je plevelná rostlina která zapleveluje hlavně obilniny a to jařiny i ozimy. Méně často roste v okopaninách a jen řídce ve víceletých pícninách. Kulturní rostliny ochuzuje o živiny i vláhu a tím, že se ovíjí okolo stébel obilí, ztěžuje sklizeň a někdy způsobuje svou vahou za větru a deště polehnutí obití.
Kořenové hlízky i přes velký obsah cukru jsou mírně nahořklé a lze je konzumovat syrové nebo vařené. Ve větším množství způsobují zácpu, užívají se proto při průjmech. Mladé rostliny do doby než začínají tvořit semena lze zkrmovat, semena jsou jedovatá a způsobují při dlouhodobém krmení otravy.